# Kiki Bertens
Kiki Bertens ( nizozemski izgovor: [ˈKiki ˈbɛrtəns] ; rođena 10. prosinca 1991.), bivša je nizozemska profesionalna tenisačica. Njena najbolja pozicija na pojedinačnoj WTA listi je 4. mjesto, do kojeg je došla 13. svibnja 2019. godine, postavši tako najbolje rangirana nizozemska igračica ikad. Svoju najbolju poziciju na rang listi igrača parova, 16. mjesto, postigla je u travnju 2018. godine. Osvojila je deset pojedinačnih i deset parova na WTA Tour-u, uključujući Cincinnati Open 2018. i Madrid Open 2019. Bertens se smatra specijalistom za zemljane terene, ali je također bila uspješna na tvrdoj podlozi.

## Rani život i pozadina
Bertens je rođena 10. prosinca 1991. u Wateringenu pokraj Haaga, ali je odrasla u gradu Berkel en Rodenrijs. Ima dvije sestre, jednu stariju i jednu mlađu. Bertens je počela igrati tenis sa šest godina u ATV -u Berkenrode, teniskom klubu u kojem su igrali njezina teta i ujak. U klubu ju je trenirao Martin van der Brugghen od svoje sedme godine. Van der Brugghen je prepoznao njenu sposobnost i nastavio je trenirati prvenstveno kako bi joj pomogao da ostvari svoj potencijal. Rekao je: "U mladosti smo je jako podržavali. Učio sam je za male novce jer mi je zanimljivo vidjeti koliko daleko možeš s nekim doći." Bertens je dobio slabu podršku nizozemske teniske federacije. Nije igrala na ITF Junior Circuit -u, osim jednog nastupa na Junior Fed Cupu 2007.

## Seniorska karijera

### 2012.: Prva WTA titula
Bertens je godinu započela na Australian Openu, igrajući kvalifikacije. Igrala je u prvom kolu protiv vrhunske nositeljice Vesne Dolonts i osvojila prvih deset utakmica prije nego što se Dolonts povukla. U drugom kolu Bertens je izgubila od Olge Savchuk u neizvjesnom meču u tri seta. Sljedećeg tjedna, na 25K natjecanju u Andrézieux-Bouthéonu, Bertens se povukala zbog ozljede bedra u prvom kolu protiv Corinne Dentoni.